# شهرستان پوتوسی
شهرستان پوتوسی (به اسپانیایی: Departamento de Potosí) یکی از  بخش در بولیوی است که در بولیوی واقع شده‌است. شهرستان پوتوسی ۱۱۸٬۲۱۸ کیلومتر مربع مساحت و ۸۲۳٬۵۱۷ نفر جمعیت دارد.